# Alke Brinkmann
Alke Brinkmann (* 4. Dezember 1967 in Saarbrücken) ist eine deutsche Künstlerin. Sie lebt und arbeitet in Berlin. 

## Leben und Werk
Alke Brinkmann studierte von 1989 bis 1995 an der Hochschule der Künste in Berlin (jetzt Universität der Künste Berlin). 1995 erhielt sie den Förderpreis für junge Kunst der Stadt Konstanz. Sie arbeitete von 1999 bis 2000 als freie Mitarbeiterin für die Berliner Seiten der Frankfurter Allgemeinen Zeitung und 2007 als Gastdozentin an der Universität der Künste in Berlin.
Alke Brinkmanns Malerei bewegt sich zwischen Vergangenheit und Gegenwart, gesellschaftlichen Themen und eigener Geschichte, zwischen Politik und Privatheit. Sie malt Bilder, die berühren, und animiert so den Betrachter, sich mit Dingen auseinanderzusetzen, denen man im Alltag auszuweichen versucht.
Alke Brinkmann hatte Einzelausstellungen und war an Gemeinschaftsausstellungen im In- und Ausland beteiligt, sie illustrierte Bücher und entwarf Bühnenbilder. Beachtung fanden 1995 und 1996 die Ausstellungen ihrer Serie Tote Menschen, zu der sie durch den Freitod ihrer Mutter inspiriert wurde.

## Veröffentlichungen
- Akademie der Künste (Hrsg.): X-Position : junge Kunst in Berlin. Schwarzkopf, Berlin 1994 (Vorwort u. Mitherausgabe, enthält u. a. auch Arbeiten von A. Brinkmann), ISBN 3929139561.
- Alke Brinkmann: što delat' und Ehe. Ausstellungskatalog, Schwarzkopf und Schwarzkopf, Berlin 1996, ISBN 3-89602-047-1.
- Leucht-Montagen. Ausstellungskatalog, Schwarzkopf und Schwarzkopf, Berlin 1995, ISBN 3-89602-037-4.
- mit Nina Petrick: Stadtgeschichten. Edition Raab 1999.
- mit Sinje Ollen: The Pugstalkers. 3D-Verlag 2000.
- mit Sinje Ollen: Schatz, ich will einen Hund. 3D-Verlag 2000.
- mit Bernd Kuhnert: Alke Brinkmann. Malerei von 1994–2004.[3]

## Ausstellungen
- 1994: X Position, Akademie der Künste Berlin. Gemeinschaftsausstellung von 30 Künstlern, Konzeption und Organisation mit Romen Banerjee (auch Buchveröffentlichung)
- 1995: Tote Menschen – Fragmente I Galerie M Wilhelmshaven; – Fragmente II Kulturzentrum der Stadt Konstanz
- 1996: Tote Menschen – Fragmente III Raab-Galerie Berlin[4]
- 2001: Le Silence de la Mer in der Raab-Galerie[5]
- 2003: Immer nur das eine mit Dieter Hacker, Raab-Galerie[6]
- 2008: Desastres, Parrotta Contemporary Art, Stuttgart
- 2013: "Himmel, Hölle, Fegefeuer", Galerie Axel Obiger, Berlin
- 2013: "Memory", Kunsthalle Brennabor, Brandenburg
- 2021 HEART FACTS – mothers in art mit Ines Doleschal, Galerie Axel Obiger, Berlin